# 岡田吉美
岡田 吉美（おかだ よしみ、1929年（昭和4年）2月3日 - 2022年（令和4年）8月17日） は、日本の分子生物学者。従四位瑞宝中綬章。東京大学名誉教授。理学博士。静岡市出身。

## 人物・経歴
1945年静岡県立静岡中学校（現・静岡県立静岡高等学校）卒業。1952年大阪大学理学部化学科卒業。赤堀四郎に師事。同大学院理学研究科修了。九州大学医学部、大阪大学医学部で助手。1964年オレゴン大学客員準教授（1966年まで）。留学中、ストライジンガーと共同でT4リゾチームの系を用い、フレームシフト変異の存在を蛋白質化学により、世界で初めて実証した。帰国後、新設の農林省植物ウイルス研究所において、タバコモザイクウイルス（TMV）の研究に着手。1972年東京大学理学部生物化学科教授。TMVのゲノムRNAをいったんDNAに置き換えたものをin vitro DNA組み換えの技法で改変し、転写させて得た産物を植物に導入することにより変異体TMVを得るという画期的な方法を開発、ウイルス遺伝子の機能の新しい解析法とTMVのベクター化への道を切り開いた。1989年東大退官の後、帝京大学理工学部教授。日本ウイルス学会名誉会員。
2004年（平成16年）秋の叙勲で瑞宝中綬章を受章。
2022年（令和4年）8月17日、死去。93歳没。死没日付で従四位に叙された。

## 受賞歴
- 1996年 - 日本農業研究所賞
- 2003年 - 日本学士院賞「植物ウイルスRNA遺伝子の分子生物学的解析と農業への応用」

## 栄典
- 2004年（平成16年）11月3日 - 瑞宝中綬章[4]
- 2022年（令和4年）8月17日 - 従四位[3]

## 著書
- 『遺伝暗号のナゾにいどむ』 岡田吉美 著 岩波書店 2007.3[8]
- 『ウイルスってなんだろう』 岡田吉美 著 岩波書店 2005.4[9]
- 『タバコモザイクウイルス研究の100年』 岡田吉美 著 東京大学出版会 2004.12[10]
- 『新植物をつくりだす』 岡田吉美 著 岩波書店 2001.3[11]
- 『DNA農業』 岡田吉美 著 共立 1997.2[12]
- 『夢の植物を創る』 岡田吉美 著 東京化学同人 1994.9[13]
- 『植物バイオテクノロジー』 山田康之 ; 岡田吉美 編 東京化学同人 1991.9.20[14]
- 『高等植物の情報発現と制御』 岡田吉美, 池田穣衛 編 丸善 1990.2[15]
- 『プロテインエンジニアリング』 岡田吉美 著 東京化学同人 1989.2[16]